# 成毛基雄

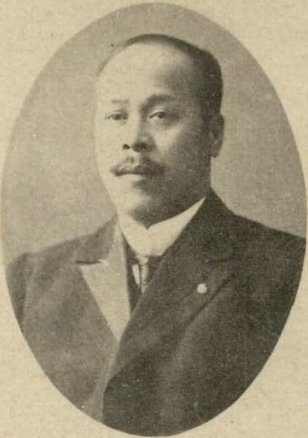
成毛基雄

成毛 基雄（なるげ もとお、1874年（明治7年）1月1日 - 1950年（昭和25年）2月20日）は、日本の内務官僚。内閣拓殖局長、官選奈良県知事。

## 略歴
1874年（明治7年）1月、成毛勝蔵の長男として千葉県香取郡高岡村に生まれる。帝国大学農科大学乙科、東京専門学校英語政治科(現早稲田大学政治経済学部)、和仏法律学校(現法政大学)法律科（1901年（明治34年））を卒業する。
1905年（明治38年）11月に高等文官試験行政科に合格して、大蔵省に入省し内務省に転じた。宮城県玉造郡長、富山県事務官・警察部長、秋田県・熊本県・兵庫県の警察部長、埼玉県・兵庫県・愛知県の内務部長を歴任する。
1922年（大正11年）に奈良県知事に就任し、1927年（昭和2年）に内閣拓殖局長に就任する。1929年（昭和4年）に退官し、その後、富士見高等女学校校長、法政大学理事などを務めた。
1950年2月20日に死去。